# Friedrich Wöbbeking
Friedrich Wilhelm Christian Wöbbeking (* 23. Februar 1835 in Osterwald; † 18. Juli 1919 in Walsrode) war ein deutscher Tubist, Militär- und Kammermusiker.

## Leben
Friedrich Wöbbeking diente noch zur Zeit des Königreichs Hannover von 1855 bis 1867 beim 6. Infanterie-Regiment Hannover. In dieser Zeit wurde er während der Regierungszeit von König Georg V. in der Residenzstadt Hannover ab 1862 zunächst als Diätar für die neugeschaffene Stelle als Tubist im Hannoverschen Staatsorchester unter der Leitung von Joseph Joachim und in dem erst ein Jahrzehnt zuvor von Georg Ludwig Friedrich Laves errichteten Königlichen Hoftheater tätig.
Nachdem 1868 die Stelle des Tubisten als ständige Stelle eingerichtet worden war, erhielt Friedrich Wöbbeking im Jahr der deutschen Reichsgründung 1871 den Titel eines Königlich preußischen Kammermusikers.
Friedrich Wöbbeking ging zum 1. April 1904 in den Ruhestand. Sein Nachfolger wurde der Tubist Fritz Werner.
Wöbbeking starb 1919 in Walsrode.